# 3658 Feldman
3658 Feldman eller 1982 TR är en asteroid i huvudbältet som upptäcktes den 13 oktober 1982 av den amerikanske astronomen Edward L.G. Bowell vid Anderson Mesa Station. Den är uppkallad efter den amerikanske astronomen Paul D. Feldman och den kanadensiske astronomen Paul A. Feldman.
Asteroiden har en diameter på ungefär 5 kilometer.